# Нижегородская губерния
Нижегоро́дская губе́рния — административно-территориальная единица Российской империи, Российской республики, и РСФСР, существовавшая в 1714—1929 годах.
Губернский город — Нижний Новгород.

## География
Нижегородская губерния граничила со следующими губерниями: на западе — с Владимирской, на севере — с Костромской и Вятской, на востоке — с Казанской и Симбирской, на юге — с Пензенской и Тамбовской.
Площадь губернии составляла 48 241 км² в 1847 году, 51 252 км² — в 1905 году, 81 458 км² — в 1926 году.
Реки Ока и Волга разделяли территорию губернии на две существенно отличающихся по рельефу, геологическому строению, почвам и растительности части: северную — низменную и южную — нагорную.

## История

### Первая Нижегородская губерния
В ходе областной реформы Петра I 1708 года Нижний Новгород был причислен к Казанской губернии. В январе 1714 года из северо-западных частей Казанской губернии была выделена новая Нижегородская губерния. В состав губернии кроме Нижнего Новгорода вошли города Алатырь, Арзамас, Балахна, Васильсурск, Гороховец, Курмыш, Муром, Юрьевец, Ядрин с прилежащими уездами. В 1717 году губерния была упразднена, территории вновь вернулись в Казанскую губернию.

### Вторая Нижегородская губерния
29 мая 1719 года в результате Второй Петровской реформы Нижегородская губерния вновь была воссоздана. В её состав вошли 3 провинции:
- Алатырская с городами Алатырь, Курмыш и Ядрин;
- Арзамасская с городом Арзамас;
- Нижегородская с городами Нижний Новгород, Балахна, Юрьевец.

### Нижегородское наместничество и третья Нижегородская губерния
В ходе административной реформы Екатерины II 5 сентября 1779 года было учреждено Нижегородское наместничество, включившее в себя старую Нижегородскую губернию, а также части сформированных ранее Рязанского и Владимирского наместничеств и часть Казанской губернии.
12 декабря 1796 года при Павле I происходит обратное переименование Нижегородского наместничества в губернию.
В октябре 1797 года размер Нижегородской губернии был увеличен за счёт территорий, полученных при разделе Пензенской. Территории прежних Краснослободского, Троицкого и Наровчатского уездов были объединены в один Краснослободский уезд. После вступления на престол Александра I 9 сентября 1801 года Пензенская губерния была восстановлена в прежнем объёме.
В связи с земской реформой с 1865 года в Нижегородской губернии был введён институт местного управления — земство.
Нижегородская губерния была в числе 17 регионов, признанных серьёзно пострадавшими во время голода 1891—1892 годов.

### Советский период
После Октябрьской революции 1917 года Нижегородская губерния вошла в состав образованной в 1918 году Российской Советской Федеративной Социалистической Республики (РСФСР).
18 июня 1920 года Декретом ВЦИК в Нижегородскую губернию были переданы уезды Козьмодемьянский, Чебоксарский. Цивильский и Ядринский Казанской губернии.
В 1922 году в состав губернии вошли Варнавинский и Ветлужский уезды Костромской губернии, Курмышский уезд Симбирской губернии и небольшая часть Тамбовской губернии.
Постановлением президиума ВЦИК от 14 января 1929 года были полностью ликвидированы губернии. На территории Нижегородской губернии была образована Нижегородская область, в неё также были включены территория упраздненной Вятской губернии и небольшие участки Владимирской и Костромской губерний.

## Административное деление
При образовании Нижегородского наместничества в 1779 году оно было разделено на 13 уездов.
31 декабря 1796 года после преобразования наместничества в губернию были упразднены Княгининский, Починковский и Сергачский уезды. 12 апреля 1798 года к Нижегородской губернии были присоединены Краснослободский, Наровчатский и Троицкий уезды упразднённой Пензенской губернии, при этом Наровчатский и Троицкий уезды были упразднены. В тот же день были упразднены Макарьевский и Перевозский уезды, а Княгининский уезд восстановлен.
В 1801 году Краснослободский уезд был возвращён восстановленной Пензенской губернии. В 1802 году был восстановлен Сергачский уезд, а в 1804 — Макарьевский.
6 июня 1817 года центр Лукояновского уезда был перенесён в село Мадаево, а сам уезд был переименован в Мадаевский. 12 марта 1820 года это решение было отменено.
Таким образом, до 1918 года в состав губернии входило 11 уездов:
| №  | Уезд          | Уездный город                 | Герб уездного города | Площадь, кв. вёрст | Население (1897), чел. |
| -- | ------------- | ----------------------------- | -------------------- | ------------------ | ---------------------- |
| 1  | Ардатовский   | Ардатов (3 546 чел.)          |                      | 5288,0             | 141 625                |
| 2  | Арзамасский   | Арзамас (10 592 чел.)         |                      | 3307,1             | 138 785                |
| 3  | Балахнинский  | Балахна (5 120 чел.)          |                      | 3688,6             | 141 694                |
| 4  | Васильсурский | Васильсурск (3 799 чел.)      |                      | 3365,9             | 127 333                |
| 5  | Горбатовский  | Горбатов (4 604 чел.)         |                      | 3190,1             | 134 160                |
| 6  | Княгининский  | Княгинин (2 737 чел.)         |                      | 2595,5             | 106 191                |
| 7  | Лукояновский  | Лукоянов (2 117 чел.)         |                      | 5127,5             | 193 454                |
| 8  | Макарьевский  | Макарьев (1 560 чел.)         |                      | 6568,2             | 108 994                |
| 9  | Нижегородский | Нижний Новгород (90 053 чел.) |                      | 3208,2             | 222 033                |
| 10 | Семёновский   | Семёнов (3 752 чел.)          |                      | 5889,2             | 111 388                |
| 11 | Сергачский    | Сергач (4 530 чел.)           |                      | 2808,4             | 159 117                |

### Заштатные города
| № | Город   | Население (1897) | Входит в          | Герб |
| - | ------- | ---------------- | ----------------- | ---- |
| 1 | Перевоз | 770 чел.         | Княгининский уезд |      |
| 2 | Починки | 9851 чел.        | Лукояновский уезд |      |

### Послереволюционные изменения
После революции 1917 года состав губернии претерпел существенные изменения.
1918 — Горбатовский уезд переименован в Павловский. Образован Воскресенский уезд.
1920 — Макарьевский уезд переименован в Лысковский.
1920, 18 июня — декретом ВЦИК Козьмодемьянский, Чебоксарский, Цивильский, Краснококшайский и Ядринский уезды Казанской губернии переданы в состав Нижегородской губернии;
1921 — Балахнинский уезд переименован в Городецкий. Образованы Выксунский, Починковский и Сормовский уезды.
1922 — в состав губернии добавлены:
- Варнавинский и Ветлужский уезды Костромской губернии,
- 6 волостей упраздненного Ковернинского уезда Костромской губернии;
- почти весь Курмышский уезд Симбирской губернии,
- 4 волости Тамбовской губернии.

Образован Канавинский рабочий район.
1923 — упразднены Ардатовский, Варнавинский, Васильсурский, Воскресенский, Княгининский, Курмышский и Починковский уезды. Образован Краснобаковский уезд.
1924 — четыре волости переданы Марийской автономной области, одна волость — Северо-Двинской губернии. Образованы Балахнинский и Растяпинский рабочие районы. Сормовский уезд преобразован в рабочий район.
Таким образом, в 1926 году в состав губернии входило 11 уездов и 4 района:
| №  | Административная единица   | Центр           | Площадь, км² | Население (1926), чел. |
| -- | -------------------------- | --------------- | ------------ | ---------------------- |
| 1  | Арзамасский уезд           | Арзамас         | 8 149        | 351 667                |
| 2  | Ветлужский уезд            | Ветлуга         | 17 158       | 234 322                |
| 3  | Выксунский уезд            | Выкса           | 4 182        | 117 211                |
| 4  | Городецкий уезд            | Городец         | 2 804        | 94 367                 |
| 5  | Краснобаковский уезд       | Красные Баки    | 11 043       | 178 978                |
| 6  | Лукояновский уезд          | Лукоянов        | 6 693        | 320 085                |
| 7  | Лысковский уезд            | Лысково         | 7 032        | 234 942                |
| 8  | Нижегородский уезд         | Нижний Новгород | 4 659        | 386 206                |
| 9  | Канавинский рабочий район  | Канавино        | 4 659        | 386 206                |
| 10 | Павловский уезд            | Павлово         | 3 604        | 174 694                |
| 11 | Семёновский уезд           | Семёнов         | 7 831        | 135 501                |
| 12 | Сергачский уезд            | Сергач          | 6 759        | 410 134                |
| 13 | Балахнинский рабочий район | Балахна         | 718          | 27 804                 |
| 14 | Растяпинский рабочий район | Растяпино       | 740          | 32 281                 |
| 15 | Сормовский рабочий район   | Сормово         | 86           | 45 152                 |

## Население

### Численность населения
| Год  | Население, чел. | В том числе городское, чел. |
| ---- | --------------- | --------------------------- |
| 1714 | 255 923         |                             |
| 1766 | 461 400         |                             |
| 1785 | 816 200         |                             |
| 1847 | 1 104 794       |                             |
| 1897 | 1 584 774       | 143 031                     |
| 1905 | 1 799 500       |                             |
| 1926 | 2 743 344       | 448 258                     |

### Религия
По данным переписи 1897 года на территории губернии выявлено следующее распределение верующих:
|                            | количество человек |
| -------------------------- | ------------------ |
| православных и единоверцев | 1 525 785          |
| раскольников               | 75 848             |
| мусульман                  | 51 236             |
| евреев                     | 3388               |
| католиков                  | 1115               |
| протестантов               | 723                |
| прочих исповеданий         | 912                |

На территории губернии располагались известные старообрядческие Керженские скиты. Из других течений были приверженцы беспоповщины (преимущественно согласия поморское и спасово; встречались и федосеевцы).
Из поповщинских толков преобладали окружники и противоокружники. Небольшое число молокан.
Для борьбы с расколом существовало миссионерское «Братство Св. Креста».

### Национальный состав
В заволжской части губернии население было исключительно великорусское; только небольшая часть Васильсурского и Макарьевского уездов была заселена марийцами. Из жителей нагорной полосы большая часть состояла из великороссов, меньшая — из обрусевшей мордвы. Мордва-эрзя проживала в Лукояновском, Арзамасском, Сергачском, Княгининском и Ардатовском уездах, мордва-мокша — в Лукояновском, терюхане — в Нижегородском, марийцы — в Васильсурском и Макарьевском уездах. Около 45 тыс. татар проживало в Сергачском уезде и в двух селениях Княгининского уезда.
В 1905—1906 годах в губернии действовала русская националистическая организация Союз «Белое знамя», ставшая затем губернским отделением Союза русского народа, принимавшая участие в подавлении революционных выступлений и насчитывавшая 13 региональных отделений по губернии и 4,2 тыс. членов.
Национальный состав в 1897 году:
| Уезд             | русские | мордва | татары | евреи | марийцы |
| ---------------- | ------- | ------ | ------ | ----- | ------- |
| Губерния в целом | 93,2 %  | 3,4 %  | 2,6 %  | …     | …       |
| Ардатовский      | 98,8 %  | …      | …      | …     | …       |
| Арзамасский      | 92,9 %  | 6,9 %  | …      | …     | …       |
| Балахнинский     | 99,5 %  | …      | …      | …     | …       |
| Васильсурский    | 87,0 %  | …      | 8,6 %  | …     | 4,2 %   |
| Горбатовский     | 99,9 %  | …      | …      | …     | …       |
| Княгининский     | 98,0 %  | …      | 1,9 %  | …     | …       |
| Лукояновский     | 85,2 %  | 14,3 % | …      | …     | …       |
| Макарьевский     | 98,5 %  | …      | …      | …     | 1,2 %   |
| Нижегородский    | 97,6 %  | …      | …      | 1,0 % | …       |
| Семёновский      | 99,9 %  | …      | …      | …     | …       |
| Сергачский       | 73,8 %  | 8,9 %  | 17,1 % | …     | …       |

### Образование
Народное образование в губернии, до принятия его земством, было в печальном положении: школ было мало (в 1860 году — 87), и они были в плохом состоянии; учителя получали невысокую зарплату. Во всех библиотеках начальных училищ было 513 книг.
В 1893—1894 учебном году в губернии насчитывалось:
- земских училищ — 417, в которых училось 18 523 юношей и 4935 девушек;
- церковно-приходских школ и школ грамоты — 506, с 13 202 учащимися;
- уездных училищ — 4 (547 учащихся),
- городских по уставу 1872 года — 8 (566 учащихся),
- городское 2-классное женское училище — 1 (72 учащихся),
- сельских училищ 2-классных — 8 (963 учащихся),
- 1-классных русских — 5 (360 учащихся),
- 1-классных мордовских — 5 (302 учащихся),
- 1-классных татарских с классами русского языка — 3 (83 учащихся).

На 1 января 1895 года в губернии было 1044 учебных заведения, в которых обучалось 47 544 человека (38 104 м, 9440 ж.).
В Нижнем Новгороде работало 8 средних учебных заведений:
- Реальное училище,
- Женская гимназия,
- Мужская гимназия,
- Дворянский институт,
- Епархиальное женское училище,
- Женский институт,
- Духовная семинария,
- Кадетский корпус.

В других городах — Женская прогимназия и реальное училище в Арзамасе.
Из прочих образовательных учреждений существовали:
- Ремесленное училище
- Техническое механическое училище (в Павлово)
- Григорьевская сельскохозяйственная школа
- Общество распространения начального образования
- 3 духовных училища
- 15 частных школ

В 1872 году основано общество распространения начального образования (Нижний Новгород), имевшее книжный склад, бесплатную библиотеку с читальней и 200 отделений в 11 уездах губернии. Общество организовало более 50 школьных библиотек при сельских училищах, 3 библиотеки для сельских жителей (в Починках, селе Черновское Сергачского уезда и Воротынец Васильевского уезда). Общество устраивало народные чтения в городах и селах.
Кроме этого в губернии существовали общества взаимного вспомоществования учителям и учительницам (для пособия учащимся в начальных народных школах и поощрения высшего образования), кружок любителей физики и астрономии, несколько благотворительных и просветительных братств.

## Кустарные промыслы
Как известно, Нижегородская губерния была самой развитой в кустарно-промышленном отношении. Из многочисленных дореволюционных изданий, посвящённых этой проблеме, следует отметить трёхтомник Нижегородская губерния по исследованиям губернского земства, второй выпуск которого целиком посвящён кустарной промышленности губернии. Эта книга украшена огромным количеством уникальных иллюстраций. Эти фотоснимки представляют практически все главные виды ремёсел кустарей, начиная с обжигания угля и заканчивая сложнейшим и трудоёмким кузнечным искусством.
Ставшие общественным достоянием, все эти фотографии опубликованы на Викискладе.
|  |  |  |
|  |  |  |
|  |  |  |

## Руководство губернии

### Генерал-губернаторы
| Ф. И. О.                    | Титул, чин, звание | Время замещения должности |
| --------------------------- | ------------------ | ------------------------- |
| Ступишин Алексей Алексеевич | генерал-поручик    | 1779—1782                 |
| Ребиндер Иван Михайлович    | генерал-поручик    | 1783—1792                 |
| Каховский Михаил Васильевич | генерал-аншеф      | 1792—1796                 |
| Вяземский Андрей Иванович   | генерал-поручик    | 1796—1797                 |

### Губернаторы
| Ф. И. О.                             | Титул, чин, звание                    | Время замещения должности |
| ------------------------------------ | ------------------------------------- | ------------------------- |
| Измайлов Андрей Петрович             | стольник                              | 1714                      |
| Путятин Степан Иванович              | князь, стольник                       | 1715—1717                 |
| в составе Казанской губернии         | в составе Казанской губернии          | 1717—1719                 |
| Ржевский Юрий Алексеевич             | гвардии капитан-поручик               | 1719—1726                 |
| Мещерский Семён Фёдорович            | генерал-майор                         | 1726—1727                 |
| Ржевский Юрий Алексеевич             | гвардии капитан-поручик               | 1727—1728                 |
| Мещерский Семён Фёдорович            | генерал-майор                         | 1728—1729                 |
| Хвостов Григорий Никитич             | подполковник                          | 1729—1730                 |
| Бестужев-Рюмин Пётр Михайлович       | тайный советник                       | 02.1730 — 03.1730         |
| Волынский Иван Михайлович            | бригадир                              | 1730—1740                 |
| Гагарин Семён Иванович               | князь, подполковник                   | 1740—1742                 |
| Друцкой-Соколинский Даниил Андреевич | князь, действительный тайный советник | 1742—1752                 |
| Панин Александр Иванович             | действительный тайный советник        | 1752—1757                 |
| Макшеев Максим Иванович              | статский советник                     | 1757—1762                 |
| Измайлов Сергей Иванович             | действительный тайный советник        | 1762—1764                 |
| Аршеневский Яков Степанович          | генерал-поручик                       | 1764—1770                 |
| Квашнин-Самарин Андрей Никитич       | действительный статский советник      | 1770—1773                 |
| Ступишин Алексей Алексеевич          | генерал-майор                         | 1773—1779                 |

### Правители наместничества
| Ф. И. О.                  | Титул, чин, звание | Время замещения должности |
| ------------------------- | ------------------ | ------------------------- |
| Обухов Фёдор Васильевич   | генерал-майор      | 1779—1780                 |
| Голицын Иван Борисович    | генерал-поручик    | 1781—1784                 |
| Белавин Иван Саввинович   | генерал-поручик    | 1784—1796                 |
| Львов Андрей Лаврентьевич |                    | 1796                      |

### Губернаторы
| Ф. И. О.                             | Титул, чин, звание                                 | Время замещения должности |
| ------------------------------------ | -------------------------------------------------- | ------------------------- |
| Львов Андрей Лаврентьевич            | действительный статский советник                   | 1797                      |
| Кудрявцев Егор Фёдорович             | действительный статский советник (тайный советник) | 1798—1803                 |
| Руновский Андрей Максимович          | действительный статский советник                   | 1803—05.03.1813           |
| Быховец Степан Антипович (Антонович) | действительный статский советник                   | 05.05.1813—23.12.1818     |
| Крюков Александр Семёнович           | действительный статский советник                   | 23.12.1818—12.09.1826     |
| Кривцов Николай Иванович             | действительный статский советник                   | 12.09.1826—03.04.1827     |
| Храповицкий Иван Семёнович           | действительный статский советник                   | 03.04.1827—27.01.1829     |
| Бибиков Илларион Михайлович          | действительный статский советник                   | 24.04.1829—10.09.1831     |
| Бутурлин Михаил Петрович             | генерал-майор                                      | 04.12.1831—03.12.1843     |
| Урусов Михаил Александрович          | князь, генерал-лмайор                              | 03.12.1843—17.01.1855     |
| Анненков Фёдор Васильевич            | Свита Его Величества, генерал-майор                | 17.01.1855—17.09.1856     |
| Муравьёв Александр Николаевич        | генерал-майор                                      | 17.09.1856—04.10.1861     |
| Одинцов Алексей Алексеевич           | генерал-лейтенант                                  | 04.10.1861—28.03.1873     |
| Кутайсов Павел Ипполитович           | граф, Свита Его Величества, генерал-майор          | 14.05.1873—05.01.1880     |
| Безак Николай Александрович          | Свита Его Величества, генерал-майор                | 22.02.1880—31.08.1882     |
| Баранов Николай Михайлович           | генерал-лейтенант                                  | 31.08.1882—16.05.1897     |
| Унтербергер Павел Фёдорович          | генерал-лейтенант                                  | 28.05.1897—18.11.1905     |
| Фредерикс Константин Платонович      | барон, действительный статский советник            | 05.01.1906—10.02.1907     |
| Шрамченко Михаил Николаевич          | действительный статский советник                   | 10.02.1907—23.08.1910     |
| Хвостов Алексей Николаевич           | статский советник                                  | 23.08.1910—15.11.1912     |
| Борзенко Виктор Михайлович           | тайный советник                                    | 20.12.1912—1915           |
| Гирс Алексей Фёдорович               | действительный статский советник                   | 1915—1917                 |

### Губернские предводители дворянства
| Ф. И. О.                         | Титул, чин, звание                                | Время замещения должности |
| -------------------------------- | ------------------------------------------------- | ------------------------- |
| Бахметев Николай Иванович        | гвардии капитан (Преображ. полка?)                | 1777—1782                 |
| Запольский Василий Устинович     | статский советник                                 | 01.06.1782—1791           |
| Шаховской Николай Григорьевич    | князь, подполковник                               | 1792—1794                 |
| Грузинский Георгий Александрович | князь, ротмистр                                   | 1795—1798                 |
| Кишенский Егор Васильевич        | надворный советник                                | 1798—1802                 |
| Трубецкой Пётр Сергеевич         | князь, действительный статский советник           | 1802—1807                 |
| Грузинский Георгий Александрович | князь, камергер, действительный статский советник | 1807—25.02.1830           |
| Шебуев Алексей Кузьмич           | коллежский советник                               | 15.03.1830—13.01.1831     |
| Дадианов Николай Алексеевич      | князь, поручик                                    | 1831—1832                 |
| Крюков Александр Семёнович       | действительный статский советник                  | 1832—02.04.1837           |
| Шереметев Сергей Васильевич      | тайный советник                                   | 02.04.1837—31.01.1846     |
| Шереметев Николай Васильевич     | камергер, статский советник                       | 31.01.1846—06.02.1849     |
| Потёмкин Алексей Яковлевич       | поручик                                           | 12.03.1849—15.06.1849     |
| Андреев Пётр Михайлович          | статский советник                                 | 19.07.1849—03.02.1852     |
| Бобоедов Владимир Васильевич     | коллежский асессор                                | 23.02.1852—01.01.1855     |
| Кутлубицкий Николай Николаевич   | действительный статский советник                  | 01.01.1855—04.01.1858     |
| Болтин Николай Петрович          | отставной капитан-лейтенант                       | 04.01.1858—07.01.1861     |
| Стремоухов Пётр Дмитриевич       | действительный статский советник                  | 07.01.1861—23.11.1862     |
| Турчанинов Алексей Александрович | действительный статский советник                  | 17.12.1862—26.12.1869     |
| Прутченко Михаил Борисович       | камер-юнкер, статский советник                    | 26.12.1869—09.06.1872     |
| Зыбин Сергей Сергеевич           | камергер, статский советник                       | 29.12.1872—20.04.1880     |
| Зыбин Ипполит Сергеевич          | действительный статский советник                  | 18.02.1881—19.12.1890     |
| Приклонской Николай Иванович     | гофмейстер, действительный статский советник      | 03.01.1891—21.12.1896     |
| Нейдгарт Алексей Борисович       | камер-юнкер, надворный советник                   | 24.01.1897—15.04.1904     |
| Баженов Александр Васильевич     | действительный статский советник                  | 05.02.1905—18.03.1906     |
| Прутченко Сергей Михайлович      | коллежский советник                               | 18.03.1906—17.01.1909     |
| Брин Михаил Сергеевич            | действительный статский советник                  | 17.01.1909—1917           |

### Вице-губернаторы
| Ф. И. О.                          | Титул, чин, звание                                   | Время замещения должности |
| --------------------------------- | ---------------------------------------------------- | ------------------------- |
| Запольский Василий Устинович      | коллежский советник                                  | 1778—1782                 |
| Елагин Пётр Васильевич            | коллежский советник (статский советник)              | 1782—1792                 |
| Долгоруков Василий Иванович       | князь, полковник                                     | 1792—17.12.1796           |
| Ухтомский Иван Михайлович         | князь, статский советник                             | 06.01.1797—24.02.1800     |
| Шишков Михаил Антонович           | статский советник (действительный статский советник) | 1800—1809                 |
| Плюсков Алексей Яковлевич         | статский советник                                    | 1809—1811                 |
| Крюков Александр Семёнович        | статский советник                                    | 1811—23.12.1818           |
| Моллер Павел Иванович             | действительный статский советник                     | 01.1819—09.06.1822        |
| Толстой Сергей Васильевич         | граф, коллежский советник                            | 07.1822—07.1825           |
| Переверзев Фёдор Лукич            | коллежский советник                                  | 31.07.1825—29.01.1830     |
| Селастенник Гавриил Корнилович    | статский советник                                    | 14.02.1830—16.03.1831     |
| Прутченко Борис Ефимович          | коллежский советник (статский советник)              | 11.04.1831—01.01.1838     |
| Панов Максим Максимович           | действительный статский советник                     | 01.02.1838—06.11.1857     |
| Купреянов Яков Александрович      | действительный статский советник                     | 08.11.1857—06.08.1861     |
| Рожнов Яков Петрович              | действительный статский советник                     | 30.08.1861—01.10.1865     |
| Языков Михаил Дмитриевич          | статский советник                                    | 01.10.1865—21.03.1868     |
| Фредерикс Александр Александрович | барон, действительный статский советник              | 26.04.1868—23.01.1876     |
| Всеволожский Андрей Никитич       | камергер, действительный статский советник           | 11.02.1876—25.11.1881     |
| Куровский Евгений Александрович   | камер-юнкер, статский советник                       | 01.12.1881—24.11.1883     |
| Неклюдов Пётр Васильевич          | действительный статский советник                     | 24.11.1883—06.04.1892     |
| Чайковский Анатолий Ильич         | действительный статский советник                     | 06.06.1892—21.04.1895     |
| Родионов Юрий Дмитриевич          | действительный статский советник                     | 01.06.1895—25.04.1896     |
| Фредерикс Константин Платонович   | барон, статский советник                             | 25.04.1896—05.01.1906     |
| Свечин Александр Фёдорович        | коллежский асессор                                   | 05.01.1906—01.07.1906     |
| Бирюков Сергей Иванович           | статский советник (действительный статский советник) | 01.07.1906—1914           |
| Мандрыка Александр Николаевич     | подполковник                                         | 1914—1915                 |
| Ненароков Николай Васильевич      | действительный статский советник                     | 1915—1917                 |

### Губернские комиссары Временного правительства
- 5 (18) марта — 25 июля (7 августа) 1917 — Демидов Павел Аркадьевич
- 25 июля (7 августа) 1917 — 20 декабря 1917 (2 января 1918) — Сумгин Михаил Иванович